# Внешняя алхимия
Внешняя алхимия (кит. трад. 外丹術, упр. 外丹术, пиньинь wàidānshù, палл. вай дань шу) — раздел даосской науки о бессмертии, в которой предполагается, что долголетия или бессмертия можно достичь, принимая медикаменты, приготовленные особым образом.

## Происхождение
Внешняя алхимия известна с давних времён, ещё с эпохи Чжоу. Исследования по приготовлению эликсиров бессмертия активно поощряли императоры Цинь Шихуан и У-ди. И позднее немало императоров прибегало к услугам даосских магов, особенно во время танской династии.
Первые танские императоры активно пользовались услугами алхимиков, причём не всегда выбирали «квалифицированных» даосов (с точки зрения даосской традиции), приглашая нередко откровенных шарлатанов. После того, как императоры умирали в страшных мучениях от сильных отравлений, алхимиков преследовали и казнили, но потом находились другие и история повторялась снова. После нескольких случаев неестественных смертей императоров репутация методов внешней алхимии среди даосов резко упала, и основной интерес переместился на внутреннюю алхимию.

## Эликсиры бессмертия
Приготовлению эликсиров бессмертия посвящено несколько глав энциклопедического труда Гэ Хуна «Баопу-цзы», написанного в IV веке, в котором собрано и критически прокомментировано множество рецептов долголетия и бессмертия.
Даосы считали, что органические вещества сами распадаются со временем, не являясь вечными. Бессмертия можно достичь, используя высокочистые минералы. Процесс приготовления снадобья требует определённых ритуалов и медитаций, праведного образа жизни, очистки своих мыслей и помыслов. Эликсир должен вызревать длительное время, готовиться в соответствии с сезонами года, днями календаря и часами дня и фазами Луны. Эликсир бессмертия получается в результате многочисленных переплавок и перегонок.
Для приготовления эликсиров использовались, в зависимости от рецептов, разные минералы. Особенно ценились золото и киноварь, сплав которых считался эликсиром. Сочетание иероглифов «золото» и «киноварь» (кит. 金丹, пиньинь jīndān, палл. цзиньдань) со временем приобрело значение эликсира бессмертия (иногда переводится как «золотой эликсир» или «золотая пилюля»). Применялись также сера, ртуть, свинец, серебро, мышьяк и другие минералы.
Трудность получения эликсира заключалась в получении предельно чистых веществ, соблюдении технологии выплавления пилюли, выбора времени начала алхимических процессов, правильных методов принятия пилюли. Трактат «Баопу-цзы» обсуждает эликсиры с использованием многочисленных веществ и минералов и приводит истории из жизни бессмертных, а также шарлатанов.
Приготовление эликсиров было популярным вплоть до III—V веков, эликсиры давались также императорам, которые умирали неестественной смертью, современный анализ останков показывает наличие в костях многих императоров мышьяка и других минералов. По мере развития даосизма древние сочинения по внешней алхимии были переосмыслены, минералы и вещества стали пониматься как символы внутренних процессов в организме, и стали развиваться методы внутренней алхимии.